# Klaus Gjasula
Klaus Gjasula, né le 14 décembre 1989 à Tirana, est un footballeur international albanais, qui possède aussi la nationalité allemande. Il joue au poste de milieu défensif au Rot-Weiss Essen.

## Biographie

### En club
Klaus Gjasula fait ses débuts en senior avec le Fribourg FC en sixième division en 2008-2009. À l'issue de la saison, il rejoint le Bahlinger SC en cinquième division. En 2010, il rallie le SV Waldhof Mannheim, avec qui il obtient la promotion en quatrième division en 2011.
Gjasula rejoint l'équipe réserve du MSV Duisbourg en 2012, qu'il quitte après une saison pour s'engager en faveur des Kickers Offenbach. Le 14 octobre 2013, lors d'un match contre le Hessen Kassel, il se casse l'arcade zygomatique droite après avoir reçu un coup de tête de Morike Sako dans un duel aérien. Il doit alors porter un casque pour le reste de la saison. Alors qu'il décide de retirer le casque pour le premier match de la saison suivante, Gjasula reçoit un coup de poing de son gardien à l'endroit de sa précedente fracture. Depuis, il décide alors de garder le casque, fait de carbone et recouvert de mousse, pour des raisons de sécurité et de sensations.
En janvier 2016, il est recruté par les Stuttgarter Kickers en troisième division où il ne reste que six mois, avant de partir pour le Hallescher FC.
En 2018, il rejoint le SC Paderborn avec qui il obtient la promotion en Bundesliga en 2019. Le 17 août 2019, il dispute son premier match de Bundesliga face au Bayer Leverkusen. Il inscrit son premier but en première division le 30 novembre 2019 lors de la réception du RB Leipzig. Lors de cette saison, il reçoit 17 cartons jaunes en 29 matchs de championnat, ce qui fait de lui le joueur ayant reçu le plus d'avertissements sur une saison de Bundesliga, détrônant Tomasz Hajto et ses 16 cartons jaunes avec Duisbourg en 1998-1999.
Après la relégation de Paderborn en 2020, Gjasula s'engage pour deux saisons en faveur du Hambourg SV en deuxième division. Pour son deuxième match de championnat avec le HSV, il commet deux erreurs menant à deux buts face à son ancienne équipe de Paderborn, finalement sans conséquences puisque sa nouvelle équipe s'impose 4-3.
Le 11 août 2021, il rejoint le SV Darmstadt avec qui il est à nouveau promu en Bundesliga en 2023.

### En sélection
Le 7 septembre 2019, Gjasula honore sa première sélection en équipe d'Albanie lors d'un match de qualifications à l'Euro 2020 contre la France. Il entre en jeu à la place de Ylber Ramadani en début de deuxième période.
Il est retenu dans la liste des 26 joueurs albanais du sélectionneur Sylvinho pour participer à l'Euro 2024. Il inscrit son premier but en sélection en égalisant dans le temps additionnel face à la Croatie lors du deuxième match de poules.

### Famille
Klaus Gjasula naît dans la capitale albanaise Tirana en décembre 1989, mais alors qu'il n'a que six mois, sa famille déménage à Fribourg-en-Brisgau, en Allemagne.
Son grand frère Jürgen est lui aussi footballeur international albanais.

## Palmarès
Il est vice-champion d'Allemagne de deuxième division en 2019 avec le SC Paderborn 07.
Il est également champion de quatrième division allemande en 2015 avec le Kickers Offenbach et de cinquième division en 2011 avec SV Waldhof Mannheim.